# Bibrons Dickfingergecko
Bibrons Dickfingergecko (Chondrodactylus bibronii, Syn.: Pachydactylus bibronii) zählt innerhalb der Familie der Geckos (Gekkonidae) zur Gattung Chondrodactylus. Wissenschaftlich beschrieben wurde die Art im Jahre 1846 von dem schottischen Naturwissenschaftler Andrew Smith. Der wissenschaftliche Name ehrt den französischen Zoologen Gabriel Bibron.

## Merkmale
Bibrons Dickfingergecko erreicht bis 18 cm Körperlänge. Er weist einen kräftigen, leicht gedrungenen Körperbau mit rundlichem und etwas dickem Schwanz und breitem Kopf auf. Die Augen sind groß, glänzend gold mit vertikal geschlitzter Pupille, die Beine sind lang und die breiten Zehen besitzen gut ausgebildete Haftpolster. Auf dem Hinterkopf und Rücken sind helle und dunkle Tuberkelschuppen erkennbar. Männchen unterscheiden sich einerseits durch einen etwas massigeren Kopf von den Weibchen, andererseits durch die hellen Tuberkelschuppen, die bei Männchen bis zum Schwanzansatz, bei Weibchen lediglich etwa bis zur Körpermitte reichen. Die Grundfarbe liegt zwischen braun und grau, über den gesamten Rücken und Schwanz zeichnen sich dunkle Querbänder ab.

## Lebensweise
Bibrons Dickfingergecko ist eine Nacht- und Dämmerungsaktive, zumeist kletternde Echse, die sich im Geäst von Bäumen und Büschen oder zwischen Steinen und Felsen aufhält. Häufig versteckt sich die Art unter Rinde oder gräbt sich unter Steinen im Boden ein. Wasser wird in Form von Tropf- und Kondenswasser aufgeleckt. Nach der Paarung legt ein Weibchen zwei runde, weiße und hartschalige Eier, die beispielsweise an einem Ast angeheftet werden. Die Jungtiere schlüpfen nach 8 bis 9 Wochen. Chondrodactylus bibronii jagt verschiedene Insekten, etwa Grillen, Schaben, Schwarzkäfer und deren Larven aber auch Webspinnen. In Gefangenschaft liegt die Lebenserwartung bei bis zu 10 Jahren.

## Verbreitung
Das Verbreitungsgebiet von Bibrons Dickfingergecko liegt im südlichen Afrika in der Kapprovinz der Republik Südafrika und im südlichen Namibia, wo bevorzugt halbtrockene Savannen und Steppen mit Baumbestand besiedelt werden. Als Kulturfolger dringt er auch in menschliche Siedlungen vor, wo er sich oft an Hauswänden aufhält.

## Terraristik
Bibrons Dickfingergecko sollte bei Temperaturen zwischen 22 und 28 °C (lokal bis 35 °C; nachts ca. 22 °C) und einer relativen Luftfeuchte von etwa 60 % (nachts ansteigend) in einem hohen Terrarium mit ausreichenden Kletter- und Versteckmöglichkeiten gepflegt werden.